# Црно (Нови Винодолски)
Црно (хрв. Crno) је насељено место у саставу града Нови Винодолски, Приморско-горанска жупанија, Хрватска.

## Историја
До територијалне реорганизације у Хрватској било је у саставу старе општине Цриквеница.

## Становништво
У попису становништва из 2011. године, Црно је имало 1 становника.
| Број становника према пописима | Број становника према пописима | Број становника према пописима | Број становника према пописима | Број становника према пописима | Број становника према пописима | Број становника према пописима | Број становника према пописима | Број становника према пописима | Број становника према пописима | Број становника према пописима | Број становника према пописима | Број становника према пописима | Број становника према пописима | Број становника према пописима | Број становника према пописима |
| ------------------------------ | ------------------------------ | ------------------------------ | ------------------------------ | ------------------------------ | ------------------------------ | ------------------------------ | ------------------------------ | ------------------------------ | ------------------------------ | ------------------------------ | ------------------------------ | ------------------------------ | ------------------------------ | ------------------------------ | ------------------------------ |
| 1857                           | 1869                           | 1880                           | 1890                           | 1900                           | 1910                           | 1921                           | 1931                           | 1948                           | 1953                           | 1961                           | 1971                           | 1981                           | 1991                           | 2001                           | 2011                           |
| 362                            | 0                              | 431                            | 380                            | 344                            | 345                            | 281                            | 199                            | 116                            | 118                            | 101                            | 28                             | 11                             | 3                              | 1                              | 1                              |

Напомена: Године 1869. подаци су садржани у насељу Леденице. Од 1910. до 1931. садржи део података за насеље Леденице (некадашње насеље Омар). Садржи податке за некадашње насеље Омар које је до 1948. исказивано као насеље.